# Obdurodon dicksoni
Obdurodon dicksoni je druhem prehistorického ptakopyska rodu Obdurodon, který se vyskytoval v Austrálii ve spodním a středním miocénu (před 23 – 10 miliony let).

## Fosílie
První nález tohoto ptakopyska byl uskutečněn roku 1984 Michaelem Archerem, F. A. Jenkinsem, S. J. Handem, P. Murrayem, a H. Godthelpem, na lokalitě Riversleigh v severozápadním Queenslandu. Tento druh je charakterizován lebkou a několika roztroušenými zuby. Fyzicky se tyto fosílie podobají modernímu ptakopysku, ale nachází se na nich také několik průkazných rozdílů. Holotyp (typový exemplář) je uložen v Queenslandském Museu v Brisbane.

## Popis
Obdurododon dicksoni byl větší než ptakopysk podivný. Septomaxilla (část horní čelisti) je větší než u ptakopyska, což předpokládá zbytnělý zobák. Coronoidální výběžek spodní čelisti a angulární výběžek u ptakopyska z boku lebky úplně vymizel. To signalizuje, že Obdurodon měl jinou techniku žvýkání, protože při ní používal svaly zakotvené na těchto výběžcích. Jeho zobák měl oválný otvor obklopený kostmi, zatímco zobák ptakopyska má tvar V a nekončí na vrcholu. Měl také moláry, zatímco ptakopysk má v dospělosti pouze keratinizované destičky (zuby má ptakopysk pouze v mládí). Vzhledem k tvaru zobáku se předpokládá, že Obdurodon se živil rytím a zkoumáním břehů řek, zatímco ptakopysk svůj zobák používá na průzkum říčního dna. Obdurodon dicksoni měl (podobně jako ptakopysk) namísto předních zubů a špičáků stříhací hřebínky. Na každé straně dolní čelisti tak nosil dva třenáky a tři stoličky. Molár M1 měl šest kořenů, M2 měl pět a M3 jen jeden kořen. Horní čelist obsahovala dva třenové zuby a dvě stoličky na každé straně. M1 měl šest kořenů, M2 čtyři kořeny. Třenové zuby měly jen jeden kořen a velmi různý tvar na rozdíl od stoliček. Byly odděleny od stříhacích hřebínků oblastí bez dentice. Kořeny stoliček měly sotva třetinovou výšku oproti jejich koruně. Stoličky nalezené mimo lebku naznačují, že nebyly dostatečně ukotveny.